# Johann Kaspar Anton Dillenius
Johann Kaspar Anton Dillenius (geboren 12. April 1791 in Mainz; gestorben 22. Dezember 1869 ebenda) war ein deutscher Arzt und Amateur-Maler.

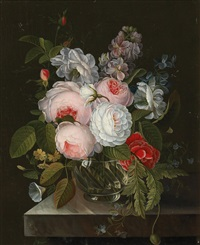
Blumenstillleben

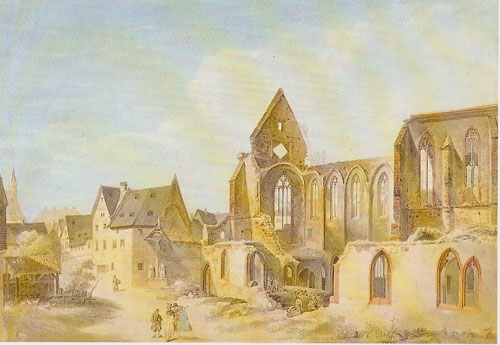
Aquarell: Ansicht des zerstörten Mainzer Dominikanerklosters

## Leben und Werk
Dillenius, Sohn des Arztes Johann Baptist Joseph Dillenius (1756–1838), der auch Gemälde sammelte, studierte Medizin an der Universität Mainz und wurde dort am 6. Mai 1816 promoviert. Er war als praktischer Arzt in Mainz tätig und übte das Amt des städtischen Armenarztes aus. Am 9. Mai 1866 wurde sein 50-jähriges Dienstjubiläum begangen und er zum Dr. med. h. c. promoviert.
Er erhielt Malunterricht bei dem Mainzer Landschaftsmaler Johann Kaspar Schneider, war aber Autodidakt und arbeitet neben seinem Arztberuf als Dilettant künstlerisch. Er orientierte sich an Vorlagen älterer Maler. Vor allem malte er Blumenstillleben und Architekturdarstellungen, aber auch Zeichnungen und Aquarelle. Bekannt sind vor allem seinen Blumenstillleben. 1823 beteiligte er sich erstmals an einer Ausstellung in Mainz.
Der Maler Benjamin Orth malte 1834 ein Porträt von ihm.
1887 oder 1888 erwarb die Mainzer Gemäldegalerie seinen zeichnerischen Nachlass.

## Werke
- 2 Blumenstillleben, Landesmuseum Mainz.
- Stillleben mit Blumen und Brief (1822), Landesmuseum Mainz.
- 160 Pflanzen- und Blumenaquarelle Landesmuseum Mainz, Graphische Sammlung
- Ansicht des zerstörten Dominikanerklosters in Mainz (Aquarell), Landesmuseum Mainz, Graphische Sammlung Inv. GS 0/324
- Blumenstillleben (Zuschreibung), Dorotheum, Wien, 8. März 2017, Nr. 36[5]
- Blumenstillleben (Zuschreibung), Ladenberger Spielzeugauktionen 3. Dezember 2016, Nr. 996[6]

## Ausstellungen
- Frühlingsduft und Blütenpracht: Blumenaquarelle von Kaspar Anton Dillenius in der Graphischen Sammlung. Landesmuseum Mainz 5. April – 21. Oktober 2012[7]